# Gelekpʽu (miasto)
Gelekpʽu (dzongka དགེ་ལེགས་ཕུ) – miasto w Bhutanie, w dystrykcie Sarpang, na południu kraju. W 2005 roku mieszkało tu 9199 ludzi. Jest to trzecie pod względem wielkości miasto Bhutanu.